# 費多里夫卡 (波里斯皮爾區)
50°14′19″N 31°43′27″E / 50.23861°N 31.72417°E
費多里夫卡（羅馬化：Fedorivka）是位於烏克蘭北部的村莊，由基辅州鲍里斯皮尔区的亞霍滕市鎮負責管轄。該村始建於1927年，面積0.5平方公里，海拔高度129米，2001年人口90，人口密度每平方公里180人。